# فالي دي سانتيبانييز
بلدية فالي دي سانتيبانييز (بالإسبانية: Valle de Santibáñez)‏, هي إحدى بلديات مقاطعة برغش, التي تقع في منطقة قشتالة وليون, والتي تقع في شمال غرب إسبانيا.
يبلغ عدد سكانها 602 نسمة وفقاً لإحصائية سنة (2002).